# Conca del riu Uruguai
La conca del riu Uruguai és una de les dotze regions hidrogràfiques del territori brasiler.
Té una àrea de 385.000 km², dels quals 174.612 km² se situen dintre del Brasil, comprenent 384 municipis dels estats del Rio Grande do Sul i de Santa Catarina. Les principals ciutats brasileres localitzades a la conca són Lajes i Chapecó (SC), Uruguaiana, Bagé i Santana del Livramento(RS).
La regió hidrográfica de l'Uruguai presenta un gran potencial hidroelètric, amb una capacitat total de producció de 40,5 KW/km², considerant els costats brasiler i argentí, una de les majors relacions d'energia/km² del món.
Són importants fonts de contaminació de les aigües superficials i subterrànies a la regió els afluentes procedents del porcí i l'avicultura a l'oest catarinense i els agrotòxics, utilitzats principalment en el cultiu de l'arròs.
La conca és formada pel riu Uruguai i pels seus afluents, desaguaçant en l'estuari del riu de la Plata ja fos del territori brasiler.
En la frontera entre els municipis de Riu dos Indios (Rio Grande do Sul) i Caxambu do Sul (Santa Catarina), la travessa del Riu Uruguai es fa amb rai, sent recorreguda una distància d'aproximadament 30 km de carretera sense pavimentació asfàltica.Tan bon punt arriba en territori catarinense, recorre aproximadament 3 km i ja s'accedeix l'asfalt a SC-480.